# Estación de Amusco
Amusco es un apeadero ferroviario situado en el municipio español de Amusco, en la provincia de Palencia, comunidad autónoma de Castilla y León. Dispone de servicios de Media Distancia operados por Renfe.

## Situación ferroviaria
La estación se encuentra en el punto kilométrico 317,908 de la línea férrea de ancho ibérico Palencia-Santander a 750 metros de altitud, entre las estaciones de El Carrión y Piña. Históricamente dicho kilometraje se corresponde con el trazado Madrid-Santander por Palencia y Alar del Rey.

## Historia
La estación fue abierta al tráfico el 1 de agosto de 1860 con la apertura de la línea Venta de Baños-Alar. Norte fue la encargada de construir los 90 kilómetros de un trazado que no presentó dificultades. Esta línea enlazaba en Venta de Baños con la Madrid-Hendaya y entroncaba en Alar con el ferrocarril a Santander. 
En 1941, la nacionalización del ferrocarril en España supuso la desaparición de Norte y su integración en la recién creada RENFE que pasó a gestionar la estación. Desde el 31 de diciembre de 2004 Renfe Operadora explota la línea mientras que Adif es la titular de las instalaciones ferroviarias.

## La estación
Se sitúa al oeste del núcleo urbano, algo alejada del mismo. Sus instalaciones se limitan a un pequeño refugio y a una zona de asiento. Cuenta con un único andén lateral al que accede la vía principal.

## Servicios ferroviarios

### Media Distancia
Los trenes de Media Distancia que unen Valladolid con Santander tienen parada en la estación. La frecuencia mínima es de dos trenes diarios en ambos sentidos. La relación Valladolid-Reinosa no tiene equivalente en sentido contrario.
| Línea MD | Servicio        | Origen/Destino          | Paradas intermedias | Destino/Origen |
| -------- | --------------- | ----------------------- | --- | -------------- |
| 20       | Regional Exprés | Valladolid-Campo Grande | Valladolid-Universidad · Cabezón de Pisuerga · Corcos-Aguilarejo · Cubillas de Santa Marta · Dueñas · Venta de Baños · Palencia · Monzón de Campos · El Carrión · Amusco · Piña · Frómista · Osorno · Espinosa de Villagonzalo · Herrera de Pisuerga · Alar del Rey · Mave · Aguilar de Campoo · Quintanilla de las Torres · Mataporquera · Reinosa · Bárcena · Los Corrales de Buelna · Torrelavega · Renedo · Maliaño · Valdecilla | Santander      |